# Philodromus wunderlichi
Philodromus wunderlichi är en spindelart som beskrevs av Muster och Thaler 2007. Philodromus wunderlichi ingår i släktet Philodromus och familjen snabblöparspindlar.
Artens utbredningsområde är Kanarieöarna. Inga underarter finns listade i Catalogue of Life.